# Felice Matteucci
Pour les articles homonymes, voir Matteucci.
Felice Matteucci (12 février 1808 - 13 septembre 1887) est un ingénieur hydraulique italien qui a co-inventé un moteur à combustion interne avec Eugenio Barsanti. Leur demande de brevet est accordée à Londres le 12 juin 1854 et publiée dans le Morning Journal de Londres sous le titre "Specification of Eugene Barsanti and Felix Matteucci, Obtaining Motive Power by the Explosion of Gases", comme documenté par la Fondazione Barsanti e Matteucci,.

## Biographie

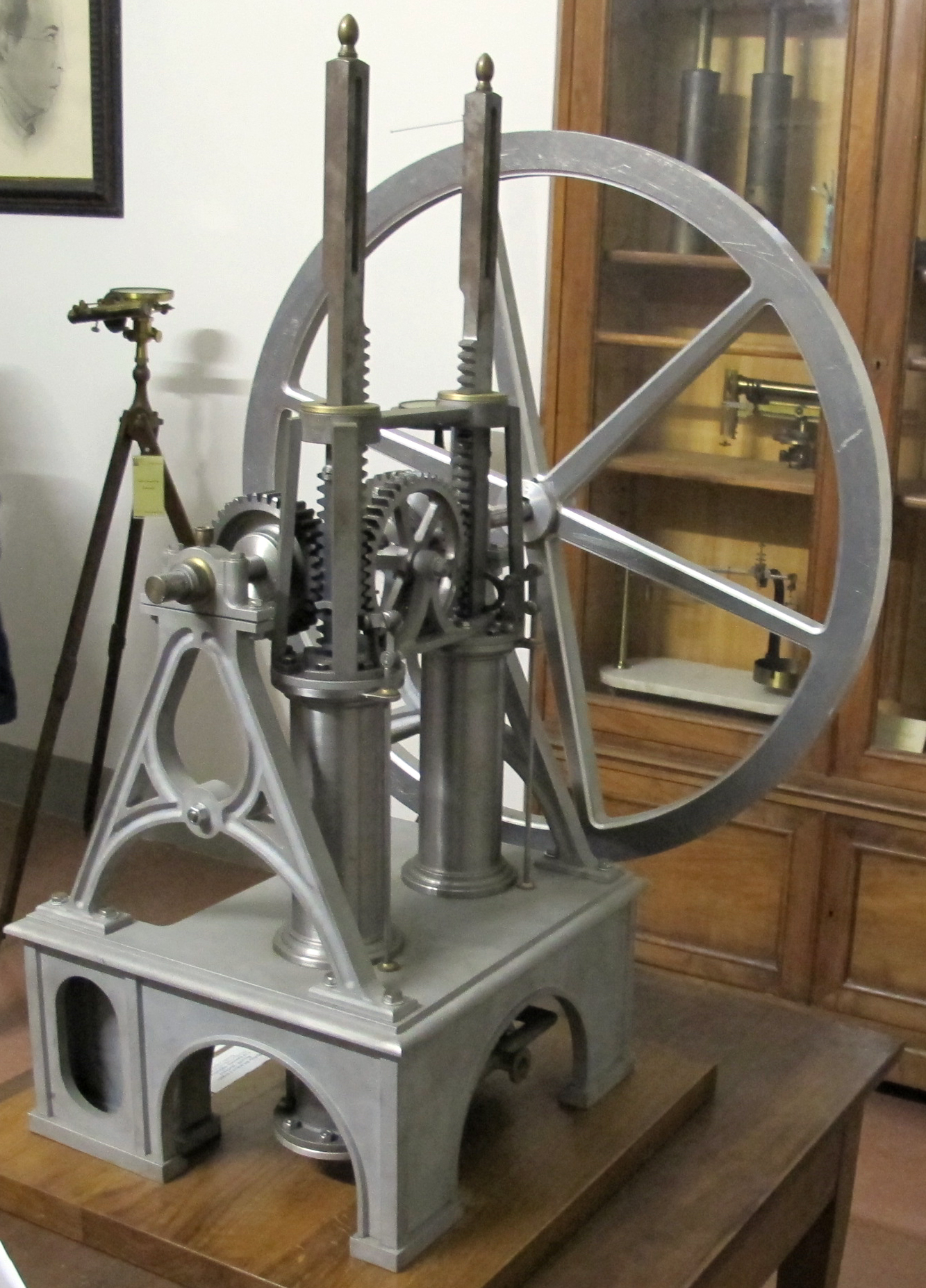
Maquette du moteur Barsanti-Matteucci à l' Osservatorio Ximeniano de Florence

Né à Lucques, en Toscane, Matteucci étudie l'ingénierie hydraulique et mécanique, d'abord à Paris, puis à Florence. En 1851, il rencontre le père Barsanti et apprécie ses idées pour un nouveau type de moteur. Ils travaillent ensemble pour transformer le concept principal en un élément manufacturable, développant finalement un modèle adapté à la production de masse. Sa construction est confiée à Bauer & Co. de Milan, société également connue sous le nom d'Helvetica, qui livre le moteur au début de 1863.
Le succès de la machine, beaucoup plus efficace que la machine à vapeur, est tel que les commandes affluent d'aussi loin que Constantinople. Matteucci et Barsanti concluent un accord pour la production du moteur avec une compagnie en Belgique et Barsanti part pour la Belgique le 18 février 1864 pour surveiller le travail personnellement. Le 19 avril suivant, Barsanti meurt subitement et toute leur entreprise prend fin.
Matteucci revient à son travail précédent en tant qu'ingénieur hydraulique. Il étudie de nouveaux aréomètres (pour mesurer le niveau d'une rivière), des pluviomètres et des opérations hydrauliques sur les rivières.
En 1877, Matteucci défend que lui et Barsanti sont à l'origine de l'invention du moteur à combustion interne. Le brevet déposé par Nikolaus Otto est en effet très similaire au moteur Barsanti-Matteucci. Cette frustration contribue à la maladie de Matteucci qui cause finalement sa mort, dans sa propre maison à Capannori, près de Lucques. Les documents concernant la priorité du moteur de Barsanti et Matteucci et leurs brevets en Angleterre, Piémont, France, Belgique et Prusse sont conservés dans les archives de la bibliothèque du Museo Galileo à Florence.

## Publications
- Felice Matteucci, Intorno a due istrumenti automatici che descrivono in modo continuo le curve delle pioggie e delle variazioni nel pelo dell'acqua dei fiumi, Roma, Stabilimento Giuseppe Civelli, 1874 (lire en ligne)
- Felice Matteucci, Sfioratori a stramazzo per moderare le piene dei fiumi, Firenze, Tipografia Bencini, 1875 (lire en ligne)